# Parasite Inc.
Parasite Inc. est un groupe de death metal mélodique originaire d'Aalen, en Allemagne. Formé en 2007, le groupe est actuellement composé de Kai Bigler (chant, guitare), Dominik Sorg (guitare), Lucien Mosesku (basse) et Benjamin Stelzer (batterie).

## Histoire
Le groupe s'est formé en 2007, après que le guitariste Kai Bigler et le batteur Benjamin Stelzer aient décidé de créer un groupe. Le line-up fût complété par Benedikt Grubauer (guitare) et Patrick Hauf (basse). Pendant deux ans, le groupe écrit des chansons pour un album et donne plusieurs concerts. Début 2010, Parasite Inc. sort un album démo éponyme, enregistré fin 2009 dans le propre studio d'enregistrement du groupe. Le mixage est réalisé par Hendrik Kröger, tandis que le mastering est réalisé par le groupe lui-même. A la même époque, Patrick Hauf quitte le groupe et est remplacé par Sebastian Schmid. La démo reçoit des éloges de la critique, des notes élevées et s'écoule rapidement. La même année, Parasite Inc. est choisi parmi plus de 2000 candidats pour jouer au Summer Breeze Open Air dans le cadre du New Blood Award.
Au cours des années suivantes, le groupe donne de nombreux autres concerts, entre autres avec Heaven Shall Burn, Hatesphere, The Sorrow et Hackneyed. À l'été 2011, Benedikt Grubauer quitte le groupe et est remplacé par Kevin Sierra (ex-Hackneyed). En 2012, Parasite Inc. signe un contrat d'enregistrement avec Good Damn Records (rebaptisé plus tard Rebel Tune Records). Pour leur première sortie officielle, Time Tears Down, ils réenregistrent toutes les chansons de l'album démo aux côtés de 5 nouvelles chansons. L'album est mixé par le groupe lui-même et masterisé par Jens Bogren (Fascination Street Studios). Sebastian Schmid quitte le groupe pendant les enregistrements, remplacé par Stefan Krämer (Skelton Pit, ex-Torment Tool).
Time Tears Down sort le 2 août 2013 via Good Damn Records. L'album reçoit de très bonnes critiques et des notes élevées de la part des principaux magazines de métal allemands,,. Il atteint également la 26e place des charts officiels allemands de rock-métal et reste dans le top 30 pendant plusieurs semaines. Le clip de la chanson The Pulse Of The Dead a notamment connu un certain succès sur YouTube avec plusieurs millions de vues. En 2014, Kevin Sierra quitte le groupe tandis que Dominik Sorg devient un nouveau membre à plein temps. Après la sortie de Time Tears Down, le groupe donne des concerts dans toute l'Europe, notamment au festival Out-and-Loud de 2014 en Allemagne, ainsi qu'au festival Karmøygeddon en Norvège et au Summer Breeze Open Air en Allemagne, tous deux en 2016.
En 2018, Parasite Inc. signe avec Reaper Entertainment pour la sortie de leur deuxième album, Dead and Alive, sorti le 17 août de cette année.
En novembre 2020, le groupe sort un album live : Live at the EMFA, enregistré à l'European Metal Festival Alliance, via Reaper Entertainment.

## Style
Le style musical de Parasite Inc. est principalement classé comme du death metal mélodique par la presse musicale et le groupe lui-même. Il présente les caractéristiques du death metal mais aussi les riffs harmoniques que l'on trouve dans le heavy metal classique. Le groupe intègre également des éléments électroniques et industriels.
Le chanteur Kai Bigler utilise exclusivement du screaming et du chant guttural.

## Membres
Membres actuels
- Kai Bigler - chant, guitare (2007-présent)
- Benjamin Stelzer - batterie (2007-présent)
- Lucien Mosesku - basse (2020-présent)
- Dominik Sorg - guitare (2014-présent)

Anciens membres
- Patrick Hauf - basse (2007–2009)
- Benedikt Grubauer - guitare (2007-2011)
- Sebastian Schmid - basse (2009–2013)
- Kevin Sierra - guitare (2011-2014)
- Stefan Krämer - basse (2013–2019)

## Discographie
Albums studio
- Août 2013 : Time Tears Down (Good Damn Records) [10]
- Août 2018 : Dead and Alive (Reaper Entertainment) [10]
- Août 2022 : Cyan Night Dreams (Reaper Entertainment) [11]

Albums live
- Novembre 2020 : En direct à l'EMFA 2020 (Reaper Entertainment) [10]

Album démo
- Janvier 2010: Parasite Inc. (auto-publié) [10]